# غاري تشايلدز
غاري تشايلدز (بالإنجليزية: Gary Childs)‏ هو مدرب كرة قدم ولاعب كرة قدم بريطاني، ولد في 19 أبريل 1964 في Kings Heath ‏ في المملكة المتحدة. لعب مع برمنغهام سيتي وغريمسبي تاون ونادي بوسطن يونايتد ونادي والسول ووست بروميتش ألبيون.

## وصلات خارجية
- غاري تشايلدز على موقع قاعدة بيانات كرة القدم.إي يو (الإنجليزية)
- غاري تشايلدز على موقع Soccerbase.com (لاعب) (الإنجليزية)